# Volvamos a vivir (álbum)
Volvamos a vivir es el título de un álbum de estudio grabado por el cantautor italo-venezolano Rudy La Scala. Fue lanzado al mercado por la empresa discográfica Sonográfica en 1985.
En esta producción discográfica se desprende éxitos como: Volvamos a vivir, Mi vida eres tú, este último fue el tema principal de la telenovela venezolana de la extinta cadena de televisión RCTV Cristal (1985-1986), protagonizada por Lupita Ferrer, Jeannette Rodríguez, Carlos Mata y Raúl Amundaray, con las participaciones antagónicas de Marita Capote, Jorge Palacios y la primera actriz Zoe Ducós y Yo te mataría.

## Lista de canciones
1. Volvamos a vivir
2. Yo te mataría
3. Mi vida eres tú
4. Qué clase de amor
5. Dime por qué me haces sufrir
6. Ven junto a mí
7. Tú aquí (Y ahora que dices)
8. No me digas mentiras
9. Amor
10. Qué sabes tú

- Datos: Q20019071